# Technika Pomodoro

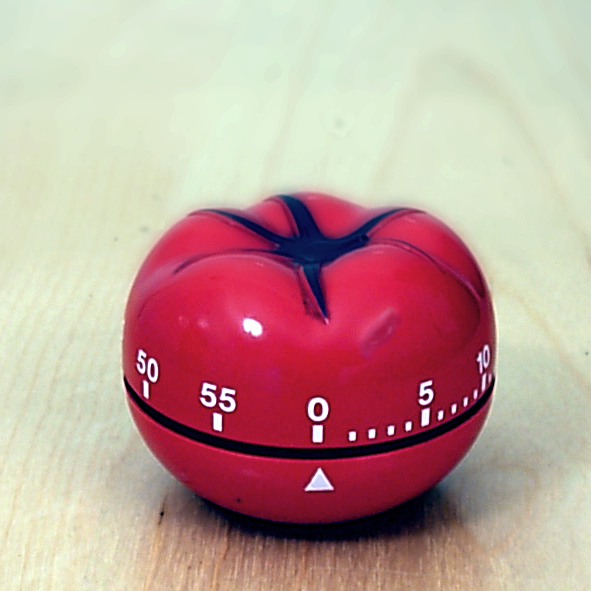
Technika Pomodoro została nazwana od zegara kuchennego w formie pomidora

Technika Pomodoro (oryg. pomodoro technique od wł. pomodoro „pomidor” i słowa technique „metoda, technika”) – metoda zarządzania czasem opracowana przez Francesco Cirillo w latach 80. XX wieku. System wykorzystuje krótki budzik do podziału pracy na 25-minutowe sekcje – tzw. pomodori – i czasy przerw. Nazwa pomodoro pochodzi od kuchennego minutnika, którego Cirillo użył w swoich pierwszych eksperymentach.
Metoda opiera się na założeniu, że częste pauzy mogą poprawić mobilność psychiczną.

## Procedura
Technika składa się z sześciu kroków:
1. Zdecyduj, jakie zadanie ma być wykonane.
2. Ustaw czasomierz (zazwyczaj na 25 minut)
3. Pracuj nad zadaniem.
4. Zakończ pracę, gdy zadzwoni zegar i umieść znacznik kontrolny na kartce.
5. Jeśli masz mniej niż cztery znaczniki kontrolne, zrób krótką przerwę (3 – 5 minut), a następnie przejdź do kroku 2.
6. Po czterech pomodoros, zrób dłuższą przerwę (15 – 30 minut), wyzeruj liczbę znaczników, a następnie przejdź do kroku 1.

## Podstawowe zasady
Fazy planowania, śledzenia, nagrywania, edycji i wizualizacji są podstawowymi filarami tej techniki. W fazie planowania zadania są ustalane priorytetowo i zapisywane na liście zadań na bieżący dzień. Stosowny wysiłek jest szacowany.
Gdy tylko pomodoro zostanie ukończone, zostaje przekreślone, co stwarza poczucie sukcesu i dostarcza danych do późniejszej autorefleksji i ewentualnego zarządzania projektem.
Ważnym celem techniki jest redukcja przeszkód wewnętrznych (dygresja) oraz zewnętrznych (telefon, poczta elektroniczna). Takie przerwy zostają zapisywane do późniejszego rozpatrzenia.

## Narzędzia
Wynalazca techniki popiera stosowanie możliwie najprostszych narzędzi: ołówka i mechanicznego zegara kuchennego. Jego zdaniem, nakręcanie budzika kuchennego podkreśla determinację do rozpoczęcia zadania, tykanie uzewnętrznia chęć wykonania zadania, a dzwonienie obwieszcza przerwę.
Niemniej jednak, technika ta zainspirowała powstanie dużej liczby aplikacji, które są dostępne dla różnych systemów operacyjnych. Oryginalnie technika zakłada używanie fizycznego minutnika, od którego pochodzi jej nazwa – twórca używał zegara kuchennego, wyglądem przypominającego pomidora.